# Exocentrus tessellatus
Exocentrus tessellatus är en skalbaggsart som beskrevs av Benoit-Philibert Perroud 1855. Exocentrus tessellatus ingår i släktet Exocentrus och familjen långhorningar. Inga underarter finns listade i Catalogue of Life.